# 国鉄タ3000形貨車 (初代)
国鉄タ3000形貨車（こくてつタ3000がたかしゃ）は、かつて運輸省鉄道総局 及び1949年（昭和24年）6月1日以降は日本国有鉄道（国鉄）に在籍した私有貨車（タンク車）である。
本形式と同一の専用種別であるタム3100形についても本項目で解説する。

## タ3000形
1943年（昭和21年）11月25日にタム400形より3両（タム1465 -  タム1467→タ3000 -  タ3002）の専用種別変更（濃硫酸→苦汁）が行われ、形式名は新形式であるタ3000形に変更された。種車は1938年（昭和13年）8月23日に新潟鐵工所にて製造された車両であり、改造時点で製造より約8年が経過していた。
本形式の他に苦汁を専用種別とする貨車はタム3100形（1両、後述）が存在した。
落成時の所有者は、日本軽金属1社であリその常備駅は清水港線の三保駅であった。
荷役方式はタンク上部にあるマンホールからの上入れ、加圧空気使用による液出管からの上出し式である。
車体色は黒色、軸距は3,000 mm、実容積は8.5 m3、自重は8.5 t、換算両数は積車2.0、空車1.0であり、走り装置は一段リンク式であった。
1957年（昭和32年）2月13日に3両そろって再度専用種別変更（苦汁→カセイソーダ液）が行われ既存形式であるタ2300形（タ3000 -  タ3002→タ2311 -  タ2313）に編入された。

## タム3100形
1946年（昭和21年）11月25日にタラ400形より1両（タラ401→タム3100）の専用種別変更（カセイソーダ液→苦汁）が行われ、形式名は新形式であるタム3100形に変更された。
改造にともない許容積載荷重は17 tから14 tに減トンされた。
落成時の所有者は、日本軽金属（1960年（昭和35年）3月7日に日軽化工へ名義変更）であリその常備駅は清水港線の三保駅であった。
塗色は黒色、軸距は3,650 mm、実容積は12.0 m3、自重は9.2 t、換算両数は積車3.0、空車1.4、であり、走り装置は一段リンク式であった。
タ3000形がタ2300形へ改造後は本車のみが苦汁専用車として運用されたが1963年（昭和38年）2月4日にタム3100は、タラ400形へ再改造され車番は元の番号に復帰することなくタラ402が与えられた。これは同時に1両のみの存在であった、タム3100形の形式消滅と共に苦汁専用車の消滅でもあった。